# سایه و استخوان
سایه و استخوان (انگلیسی: Shadow and Bone) اولین رمان از سه‌گانه گریشا است که توسط نویسنده آمریکایی لی باردوگو نوشته شده است. داستان در سرزمین راوکا می گذرد که از روسیه الهام گرفته شده و ماجرای زندگی آلینا استارکوف نوجوان را بیان می کند که ناگهان قدرت هایی به دست آورده که نمی دانست دارد، همین امر او را به هدفی برای خشونت بدل می کند.